# Злинка (місто)
Зли́нка (рос. Злынка) — місто в Російській Федерації, адміністративний центр Злинковського району Брянської області. Розташоване на території української історичної землі Стародубщина.
Населення міста становило:
- 1939 рік — 8,8 тис. осіб
- 1959 рік — 6,0 тис. осіб
- 1970 рік — 6,1 тис. осіб
- 1989 рік — 5,6 тис. осіб
- 2002 рік — 5372 особи
- 2008 рік — 5481 особа

## Географія
Місто розташоване на річці Злинка, лівій притоці Іпуті, за 5 км від кордону з Білоруссю.

## Історія
Місто засноване старообрядцями-втікачами. Старообрядницька слобода Злинка виникла у 1682 році як розкольницький монастир в урочищі Плохівка на річці Злинці. Місцеві легенди розповідають, що назва урочища та річки походять з ранньохристиянських часів, коли тут, у лісах, зберігалися язичницькі капища. Поруч зі Злинкою знаходилися два українські села, Денисковичі та Лисі.
1700 року Стародубським магістратом був складений акт передання земель від сіл Денисковичі та Лисі до новоутвореної слободи. Цей рік і вважається офіційною датою постання Злинки.
Економічна боротьба між старообрядницькою слободою і українськими селами за право вважатись центром місцевої торгівлі була досить довгою. У 1723 році в старообрядницькій Злинці було лише 13 дворів, а Денисковичі були великим селом, у якому проходили ярмарки і був свій заїжджий двір. Але вже наприкінці XVIII ст. у Злинці стало 258 дворів та чотири старообрядницькі церкви. Так, поступово, старообрядники перемогли своїх конкурентів у торгівлі. 1756 року при Злинській митниці встановили два щорічних ярмарки.
У XVIII—XIX століттях Злинка дуже славилася своїми майстрами по дереву. У 1986 році сильно постраждала від аварії на Чорнобильській АЕС. Наприкінці 2004-го невеличке містечко Злинка несподівано потрапило в центр політичного скандалу. Деякі російські впливові видання оприлюднили інформацію про те, що глава Злинківського району Брянщини Микола Зівако збирається приєднати свій район до складу України. Дуже скоро ця інформація була спростована, але Миколі Зівакові ця публікація коштувала посади районного голови.

## Економіка
У місті працюють сірникова фабрика, консервний завод, лісгосп. Діють 2 школи.